# ヤマトカナエグモ
ヤマトカナエグモ Chorizopes nipponicus Yaginuma, 1963 は、コガネグモ科のクモ。網を張らず、他のクモを襲って食べる。外見はヨツデゴミグモによく似ている。

## 特徴
体長は雌で3.5-4.5mm、雄では2.5-3mm。頭胸部は暗褐色で、頭部が胸部より幅広く、丸く大きく膨らんで盛り上がる。側眼はその両端にある為、中眼とは大きく離れてつく。腹部は円筒形で暗褐色、背面の中央にはより暗色の幅広い縦帯があり、その中に数対の白い小さな斑紋が並んでいる。歩脚は黄色く、要所要所に褐色の輪紋がある。腹部下面は黄色で、両縁と正中線が黒い。腹部後端は丸く終わるが、背面中央と左右に先端が丸い突起が出る。
和名は大和鼎蜘蛛で、腹部後端の形を鼎に見立てたもので、日本産の種であることによる。

## 分布と生息環境
日本では本州、四国、九州に、国外では韓国と中国から知られる。里山から山地にまで見られる。

## 生態
円網を張るのが普通のコガネグモ科のクモでは珍しく、網を張らない。浅間他(2001)では、コガネグモ科の他種を攻撃対象とし、その網に侵入し、網の主が接近したところで攻撃をかける、とある。他方、新海(2006)はクモ食いであり、攻撃対象がゴミグモ類、ウズグモ類、ヒメグモ類、サラグモ類としている。また網主の獲物を奪う場合もあるという。
成体は6-9月に見られる。卵嚢は独特で、褐色でほぼ球形、上端は急に細まって10cmもある細長い柄に続く。往々にスギの枝先から吊り下がっているのが見られる。

## 分類および類似種
カナエグモ属には世界に約20種が知られるが、日本では本種のみが知られている。
ところが、このクモは何故かゴミグモ属のヨツデゴミグモ Cyclosa sedeculata に非常によく似ている。大きさではこの種の方がわずかに大きいし、形態的には本種の巨大な頭部は非常に独特で、腹部の斑紋も異なっているので、注意すれば区別はたやすい。にもかかわらず、この2種は非常によく似て見える。この点については小野編著(2009)もそれぞれの種の項で区別に言及しているし、八木沼の初期の図鑑（八木沼(1960)）ではこの2種のみを比較した図版をあえて用意している。この2種は属も異なり、系統的にも近くはないとされる。似ている理由や意味などはどこにも触れられていない。